# Beware of Blondie
Beware of Blondie ist eine US-amerikanische Filmkomödie in Schwarz-weiß aus dem Jahr 1950. Regie führte Edward Bernds, das Drehbuch schrieb Jack Henley nach den Comics von Chic Young. Die Hauptrollen spielten Penny Singleton und Arthur Lake. Beware of Blondie ist der achtundzwanzigste und letzte Blondie-Film.

## Handlung
Mr. Dithers ist im Urlaub. Die Leitung seiner Firma hat er seinem erfahrensten Angestellten Dagwood Bumstead übertragen, mit dem dringenden Hinweis, dass er den geplanten Vertrag mit Toby Enterprises zügig abschließen solle. Schon am ersten Tag kommt Dagwood zu spät zur Arbeit, er hatte sich die ganze Nacht erfolglos mit seiner Einkommensteuer beschäftigt, und schläft überall ein. Vor dem Büro warten alle auf ihn, da er als Einziger einen Schlüssel hat. Mary, Dithers’ Sekretärin, übergibt Dagwood drei von Dithers unterschriebene Blankoschecks für unvorhergesehene Notfälle. Kurz darauf kommt die junge und attraktive Toby Clifton ins Büro. Sie will Dagwood die Baustellen, die die Firma im Auftrag von Toby Enterprises betreuen soll, zeigen. Beim gemeinsamen Mittagessen prahlt Dagwood Toby gegenüber mit Dithers’ Vertrauen, indem er ihr die Blankoschecks zeigt. Außerdem werden die beiden von den Woodley, Nachbarn von Dagwood und seiner Frau Blondie, gesehen. Die verbreiten sogleich ein Gerücht, dass Dagwood eine Affäre mit einer fremden Frau habe. Auch Blondie hört davon, betont aber, dass sie ihrem Mann vertraue. Trotzdem sorgt sie dafür, dass Dagwood am nächsten Tag ein vollwertiges Mittagessen ins Büro mitnimmt.
Das hindert Toby aber nicht daran, Dagwood in ein weiteres Restaurant und danach in ihr Hotelzimmer zu locken, jeweils mit dem Versprechen, den Vertrag dort zu unterschreiben. Im Hotelzimmer wirft sie sich Dagwood in den Schoß, gerade in dem Augenblick, in dem Adolph dort auftaucht, der sich als scheidungswilliger Ehemann Tobys vorstellt. Adolph droht Toby, diesen Vorfall in die Zeitungen zu bringen, lässt sich aber überreden darauf zu verzichten, wenn ihm sofort 5000 Dollar gezahlt werden. Toby hat nicht so viel bei sich und überredet Dagwood dazu, ihr einen der Schecks mit dem Nennwert von 5000 Dollar zu geben; er werde das Geld am nächsten Morgen zurückbekommen.
Am nächsten Morgen wird Dagwood bereits von Mr. Dutton erwartet, dem Besitzer von Toby Enterprises, der nichts von einer Toby Clifton weiß. Dagwood ruft sofort im Hotel an und erfährt, dass die bereits abgereist ist. Wieder zu Hause erzählt er Blondie, was passiert ist. Die schlägt vor, ihr Wohnhaus zu beleihen, damit er das Geld an Dithers zurücküberweisen kann. Nach einem Abend voller Alpträume für Dagwood ruft Mr. Dithers bei den Bumsteads an und fragt, ob Dagwood einen der Schecks verwendet hat. Die seien komplett wertlos, da sie zu einem Konto gehören, das schon seit einem halben Jahr aufgelöst sei. Der erleichterte Dagwood kann nun endlich seinen Einkommensteuerantrag zur Post bringen, muss sich aber beeilen.
Running Gag mit dem Briefträger
Sehr vorsichtig bewegt sich der Briefträger auf dem Weg zu den Bumsteads, doch Dagwood ist viel zu müde zum Rennen und geht freundlich grüßend an ihm vorbei. Dadurch ermuntert zieht der Briefträger am nächsten Tag seine neue Uniform an und wird von Dagwood umgerannt, der ihn dabei mit seinem Frühstück beschmutzt. Nun nimmt sich der Briefträger vor, die Post der Bumsteads in Zukunft nicht mehr morgens, sondern am späten Abend auszuliefern. Damit beginnt er an dem Abend, an dem Dagwood dringend seine Steuererklärung zur Post bringen muss.

## Hintergrund
Ohne weitere Erklärungen wurde George Radcliffe, in den vorherigen Folgen Dagwoods Chef, durch seinen Vorgänger Mr. Dithers ersetzt. Der wurde aber nicht von seinem ursprünglichen Darsteller Jonathan Hale gespielt, sondern von Edward Earle, der in den Credits nicht erwähnt wird. Earle ist nur selten zu sehen und wird ausschließlich von hinten gezeigt. Die wenigen Worte, die Dithers spricht, wurden aus älteren Dialogen von Jonathan Hale zusammengeschnitten. Herb und Harriet Woodley, Nachbarn der Bumsteads, die in den Comics häufig auftraten, wurden in Beware of Blondie erstmals in der Filmserie gezeigt. Sie wurden von Emory Parnell und Isabell Withers dargestellt.
Verantwortlicher Artdirector war Perry Smith. Für das Szenenbild war Fay Babcock verantwortlich.
Beware of Blondie wurde vom 18. August bis zum 1. September 1949 gedreht. Für den Film wurden die Kulissen der Spider Lady aus dem Serial Im Netz der Schwarzen Spinne (1948) wiederverwendet. Sie kamen in Dagwoods Traum als Gerichtssaal zum Einsatz. Am 10. August 1950 kam der Film in die US-amerikanischen Kinos. Der Film wurde von Columbia Pictures produziert und vertrieben. Über eine deutschsprachige Aufführung ist nichts bekannt.
Schon im Juni 1950 wurde bekannt, dass Beware of Blondie der letzte Film der Serie sein würde. Columbia konnte sich mit den Rechteinhabern King Features und Chic Young nicht über die Bedingungen für eine Verlängerung der Serie einigen.

## Kritiken
Beware of Blondie wurde unterschiedlich, aber nicht wirklich positiv bewertet. Während Harrison’s Reports den schwächsten Blondiefilm seit Jahren sahen, stufte Motion Picture Daily ihn etwa gleichwertig mit den Vorgängerfilmen ein. Alle gewohnten Komödienelemente seien vorhanden. Ähnlich sah es die Variety: Der Film sei nicht schlechter als die anderen der Serie, allerdings auch nicht besser. At-A-Glance meinte zwar, der Film sei ein Schatten früherer Blondiefilme, mache aber immer noch viel Spaß. Er sei deutlich besser, als die direkten Vorgänger. Auch Gene Blottner sah eine leichte Verbesserung zum Ende der Serie.
Die Geschichte wurde als banal bezeichnet, nichts halte das Interesse, sie sei aufgebauscht, und die Handlung sei albern. Die Regie sei schwach, beziehungsweise Quatsch, genau wie das Script. Die darstellerischen Leistungen seien laut Variety wie gewohnt, wohingegen Harrison sie als schwach einstufte. Adele Jergens sei sogar gut, die anderen in Ordnung. Die Produktion sei akzeptabel und die technischen Credits alle gut.
Kritisiert wurde zudem, dass der Film einige Zeit nur Gags mit Blondie und Dagwood zeige, bevor die Geschichte beginne. Und dass es überhaupt keinen Hinweis gebe, warum von Radcliffe zu Dithers gewechselt wurde.